# Kentriodontidae
Kentriodontidae — вимерла родина дельфіновидих ссавців. Kentriodontidae жили від олігоцену до пліоцену, перш ніж вимерти.

## Таксономія
Кентріодонтиди по-різному поділяються на три або чотири підродини: Kampholophinae, Kentriodontinae, Lophocetinae та Pithanodelphinae. Однак недавні кладистські дослідження виявили Kentriodontidae як парафілетичних. 

## Роди
- Kampholophos
- Kentriodon
- Rudicetus
- Sophianaecetus
- Wimahl
- Belonodelphis?
- Liolithax?